# Клейн, Александр Александрович
Алекса́ндр Алекса́ндрович Кле́йн (16 июня 1904, Волковышки, Россия— 2 марта 1971, Москва) — советский артист балета, педагог, заслуженный артист РСФСР (1957).

## Биография
В Московском хореографическом техникуме учился у педагога А. А. Горского. После окончания в 1923 году поступил в Московскую труппу «Молодой балет», где проработал три года.
В 1928 году был приглашен в Бакинский Рабочий театр. В 1930 и 1931 годах выступал в Ленинградском Народном доме.
С 1931 года солист Московского художественного балета. Позднее перешел в Театр им. Станиславского и Немировича-Данченко, в котором и служил солистом балетной труппы вплоть до 1965 года. Выступал в балетах, поставленных балетмейстерами В. П. Бурмейстером и Н. С. Холфиным. Клейн считался великолепном мастером пантомимной игры, талантливо исполнял как героические и лирические, так и комедийные роли.
Преподавал в Московском хореографическом училище (сейчас — Московская государственная академия хореографии) актёрское мастерство.
Похоронен на Ваганьковском кладбище (15 участок).

## Балетные партии
- «Цыгане» Пуни — Алеко, Гирей
- «Франческа да Римини» П. И. Чайковского — Джотто
- «Штраусиана» на муз. И. Штрауса — Поэт
- «Виндзорские проказницы» Оранский В. А. — Фентон, мистер Пейдж и мистер Форд
- «Дочь Кастилии» Глиэр — командор Гомес, Ротбарт, Клод Фролло
- «Доктор Айболит» И. В. Морозов — Айболит

## Награды
- Заслуженный артист РСФСР (1957).